# Adolfo Suárez
Adolfo Suárez González (født 25. september 1932 i Cebreros, Ávila, død 23. marts 2014) var en spansk politiker. Han repræsenterede partikoalitionen Unión de Centro Democrático (UCD). Suárez var premierminister fra 1976 til 1981 og spillede en central rolle i transformationen til demokrati i Spanien efter Franco-regimets fald.
Suárez studerede retsvidenskab ved Universitetet i Salamanca og opnåede en juridisk doktorgrad ved Universidad Complutense i Madrid. Han gjorde karriere i det spanske statsapparat og var nært tilknyttet Francisco Francos regime. Fra 1968 til 1969 var han guvernør i Segovia (provins) og fra 1969 til 1973 generaldirektør i TVE, det spanske TV-selskab. Suárez var 1975-1976 generalsekretær i Movimiento Nacional. 
Suárez baggrund var medvirkende til at han, efter Francos død i 1975, blev udpeget til regeringsleder af kong Juan Carlos i juni 1976. Udpegningen blev mødt med skepsis af politikere i det politiske centrum og på venstrefløjen i spansk politik, men samtidig bidrog hans konservative og nationalistiske baggrund til at berolige de konservative og militære dele af det spanske samfund, som var mindre indstillet på politiske ændringer. Det kom som en overraskelse for mange, at Suárez i 1976 lancerede en politisk reformpakke, som det første skridt i La Transición, Spaniens overgang til demokrati. Reformloven, som legaliserede alle politiske partier, blev godkendt ved en folkeafstemning i december 1976. Suárez gav derefter amnesti for alle som tidligere var dømt for politiske forbrydelser.
I maj 1977 grundlagde Suárez partikoalitionen Unión de Centro Democrático (UCD), som samlede kristendemokrater, socialdemokrater, liberale og uafhængige, og Suárez blev denne centrum-højrekoalitions første formand. Suárez førte UCD til en valgsejr i det første frie valg i Spanien i 41 år og vandt dermed vælgernes og befolkningens opbakning til at fortsætte som demokratisk valgt premierminister i Spanien. Som folkevalgt premierminister fortsatte Suárez de politiske reformer. Han var en central skikkelse i forhandlingerne om den nye forfatning i 1978 og indførelse af selvstyre for de spanske regioner. I 1979 vandt koalitionen atter valget med Suárez som leder. To år senere gik han af som følge af interne stridigheder og han overlod derefter premierministerposten til Leopoldo Calvo-Sotelo. 
Suárez grundlagde derefter i 1982 partiet Centro Democrático y Social (CDS), uden at han dog formåede at lede dette til samme succes som han havde haft med UCD. Suárez forlod aktiv politik i 1991.
Suárez blev i 1981 af kong Juan Carlos gjort til Hertug af Suárez. Han blev i 1996 tildelt Prinsen af Asturien-prisen for sin indsats for det spanske demokrati. I 2007 blev han slået til ridder med tildeling af den traditionsrige ridderorden Det Gyldne Skinds Orden.